# Emily Morse
Emily Morse   (Farmington Hills, 2 de juny de 1970) és una terapeuta sexual, autora i personalitat mediàtica nord-americana. És la presentadora del podcast de llarga durada Sex with Emily i també és coneguda per la seva aparició recurrent a programes de telerealitat el 2012 a la sèrie de Bravo Miss Advised (2012).

## Carrera
Morse ha aparegut com a experta convidada en molts programes de ràdio i televisió, i ha aparegut a The New York Times, The Los Angeles Times i San Francisco Chronicle per la seva experiència en sexe i relacions. El seu primer llibre Hot Sex: Over 200 Things You Can Try Tonight es va publicar l'octubre de 2011. Morse també ha actuat, produït i dirigit la pel·lícula, per la qual va rebre un premi. El seu podcast, Sex with Emily, està en marxa des del 2005.
El 2012, Morse va començar una carrera de quatre anys com a co-presentadora convidada al programa de ràdio Loveline de d'àmbit nacional amb el Dr. Drew Pinsky.
Morse contribueix amb freqüència a moltes publicacions en línia importants com Glamour, Cosmopolitan, Ask Men, Popsugar, Pattiknows.com, Men's Health, i Harper's Bazaar.
El 2014, Morse es va convertir en l'amfitriona de la Sexual Health Expo, que se celebra regularment. Morse també serveix com a experta en salut sexual per a diversos estils de vida.
El 2021, The New York Times va publicar un article amb la pregunta: "És Emily Morse la doctora Ruth d'una nova generació?"

## Educació
Morse té dues llicenciatures de la Universitat de Michigan en Psicologia i Ciències polítiques. Va assistir també a l'Institute for Advanced Study of Human Sexuality a San Francisco i va rebre un certificat com a doctora en sexualitat humana.

## Obra

### Llibres
- Emily Morse. Hot Sex: Over 200 Things You Can Try Tonight.  Weldon Owen, 2011. ISBN 9781616280734. OCLC 709681836.

### Programes de ràdio
- Sex with Emily (podcast)
- Loveline Radio (copresentador convidat especial)
- Sirius XM

### Sèrie de televisió
- Miss Advised, emesa a Bravo (estrenada el 18 de juny de 2012)[3][17]

### Pel·lícula
- See How They Run (2003) Morse produí i dirigí[18][19]
- I am a Sex Addict, 2005, Morse hi actuà[5]